# Steinbachtal und Hirschhagener Teiche
Steinbachtal und Hirschhagener Teiche ist der Name eines Naturschutzgebiets im nordhessischen Werra-Meißner-Kreis. Der geschützte Bereich liegt in einem Waldbachtal im südlichen Teil des Kaufunger Waldes. Seine Wald- und Wiesenflächen sind zum Lebensraum für zahlreiche bedrohte Vogelarten und seltene Pflanzen geworden.
An das Schutzgebiet grenzt das Gewerbegebiet Hirschhagen, das aus Relikten einer Sprengstofffabrik aus der Zeit des Nazi-Regimes entstand. Bei der Planung und dem Bau der Anlage wurde damals der Schutz der Umwelt vernachlässigt. Die Abwässer der Sprengstofffabrik und die Produktionsabfälle verursachten ein großes Ausmaß an Naturstörung und gesundheitlicher Bedrohung. Mit einer jahrzehntelangen, äußerst kostenintensiven Sanierung wurde an der Neutralisation und Beseitigung der Rüstungsaltlasten gearbeitet.

## Lage
Das Naturschutzgebiet liegt im nördlichen Teil der Gemarkung von Hessisch Lichtenau, zwischen den Ortsteilen Hirschhagen im Westen und Friedrichsbrück im Osten. Es gehört zum „Geo-Naturpark Frau-Holle-Land“. Naturräumlich wird es der Mittelgebirgslandschaft der „Söhre“ im Kaufunger Wald, einer Teileinheit des „Fulda-Werra-Berglandes“ im „Osthessischen Bergland“, zugeordnet.
Geologisch befindet sich das Schutzgebiet im Bereich einer Buntsandsteinscholle, die im Südosten durch eine Randstörung des Altmorschen-Lichtenauer Grabens begrenzt wird. Die anstehenden Gesteine gehören zum Mittleren Buntsandstein. Dieser bildet hier regional eine rund 370 m mächtige Sandsteinabfolge, die teilweise von Schluff- und Tonsteinen durchbrochen wird.

## Unterschutzstellung
Mit Verordnung vom 29. Januar 1997 der Oberen Naturschutzbehörde des Regierungspräsidiums in Kassel wurden die Wiesen- und Waldflächen entlang des Steinbaches sowie die Hirschhagener Teiche zum Naturschutzgebiet erklärt. Mit der Unterschutzstellung sollte das an seltenen Tier- und Pflanzenarten reiche Waldwiesental sowie die beiden Teiche mit ihren angrenzenden Bereichen erhalten, geschützt und durch geeignete Pflegemaßnahmen weiterentwickelt werden. Das Naturschutzgebiet besitzt eine Größe von 26 Hektar, hat die nationale Kennung 1636032 und den WDPA-Code 319141.

## Das Schutzgebiet

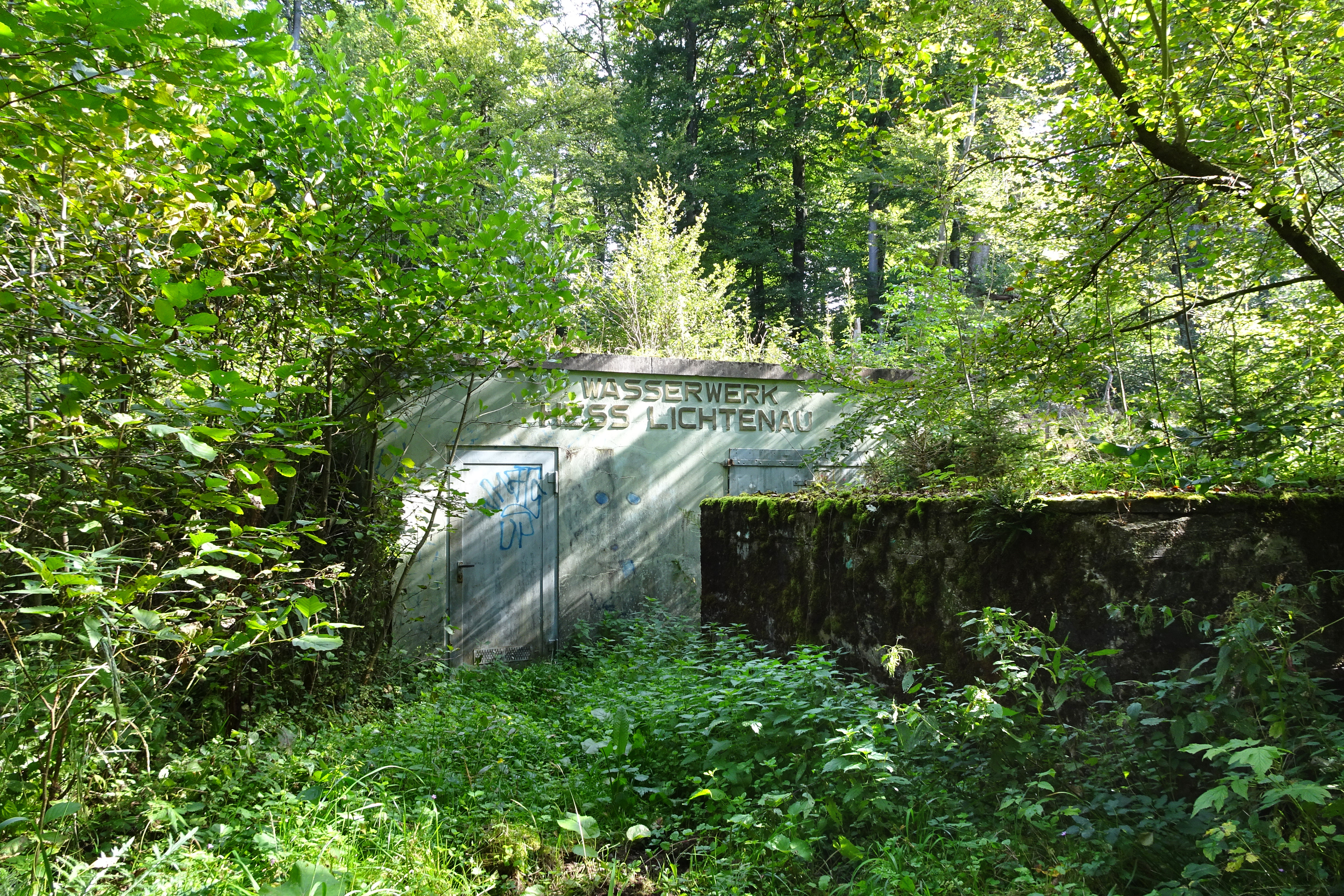
Motiv aus dem Steinbachtal

Der Steinbach ist ein kleines Fließgewässer, der aus dem Zusammenfluss zweier Quellbäche entsteht, die sich im südlichen Teil des Naturschutzgebiets vereinigen. Als rechter Zufluss mündet der Steinbach zwischen Hessisch Lichtenau und Fürstenhagen in die Losse. In dem Tal des Steinbachs liegen drei Teiche. Der größte und oberste Teich befindet sich außerhalb des Schutzgebiets. Der ehemalige Kühlteich der Sprengstofffabrik wird vom Angelsportverein Eschenstruth als Vereinsgewässer genutzt. Die beiden Teiche im Schutzgebiet wurden bereits früher als Fischteiche angelegt.
Die Wiesen- und Waldbereiche des Waldbachtals beherbergen aus naturschutzfachlicher Sicht wertvolle Lebensräume. Die Autoren Sieglinde und Lothar Nitsche nennen in dem Buch „Naturschutzgebiete in Hessen, schützen-erleben-pflegen“ hier Klein- und Großseggenriede, wechselfeuchte Borstgrasrasen und anmoorige Schwarzerlen-Auwälder. Die beiden Teiche werden dem Kleinökosystem der „mesotrophen Stillgewässer“ zugerechnet und an den Hängen wachsen auf bodensauren Standorten Bäume des Lebensraumtyps „Hainsimsen Buchenwald“, mit der Rotbuche als dominierender Art.
In den Vegetationsbeständen der eher feuchten Bereiche des Schutzgebiets kommen Fieberklee, Schmalblättriges Wollgras, Schnabel- und Grau-Segge vor. Auf versumpften Flächen wachsen Torfmoose und die Bäche säumen Mädesüß- und Pestwurzfluren.
Seltenere Vogelarten, denen das Gebiet Brutstätten und Nahrungshabitate bietet, sind Reiherente, Teichralle und Kolkrabe. Zu den Jahresvögeln, von denen angenommen wird, dass sie ebenfalls in diesem Revier brüten, gehören Zwergtaucher und Eisvogel sowie Tannenhäher, Fichtenkreuzschnabel und Waldschnepfe. In dem Altholzbereich, im mittleren Teil des Naturschutzgebiets, wurden Hohltaube, Schwarz- und Grauspecht beobachtet. Als Nahrungsgast sucht der Schwarzstorch gelegentlich das Tal auf.
Die beiden Teiche sind für viele Libellen ein geeigneter Lebensraum. Unter den rund zwanzig festgestellten Arten gehören Winterlibelle und Torfmosaikjungfer zu den Rote Liste-Arten, deren Anzahl merklich zurückgegangen ist und die durch menschliche Einwirkungen bedroht werden. Auch die nachgewiesenen Reptilien Bergeidechse, Blindschleiche und Ringelnatter gelten als zurückgehende Arten und werden nach der hessischen Vorwarnliste als bedroht angesehen.

## Altlasten
Nahe der Hirschhagener Teiche wurde, im Rahmen der nationalsozialistischen Aufrüstung und Kriegsvorbereitungen, inmitten eines großen Waldes eine der größten Sprengstofffabriken des „Dritten Reiches“ gebaut. Streng geheim gehalten und sorgfältig getarnt entstand ein Werk, das sich bei Kriegsende mit rund vierhundert, zum Teil festungsähnlichen Gebäuden über mehr als 230 Hektar ausdehnte.
Unter menschenverachtenden Bedingungen mussten Tausende von Zwangsarbeitern aus den besetzten europäischen Ländern und Mädchen und Frauen aus dem Konzentrationslager Buchenwald unter ständiger Lebensgefahr Bomben, Granaten und Minen mit Explosivmaterial füllen. Wie viele der eingesetzten Menschen Opfer der Unfälle und Vergiftungen, der grausamen Wohnverhältnisse und der Mangelernährung oder der Misshandlungen in den Lagern wurden, ist nicht bekannt.
Die Produktion und Verarbeitung der Sprengstoffe hatte Folgen für Boden und Grundwasser. Während des Betriebs waren Sicherheits- und Umweltschutzvorkehrungen völlig unzureichend. Die verwendeten giftigen Stoffe gelangten schon bei der Produktion in den Untergrund. Mitte der 1960er Jahre wurden im Trinkwasser der umliegenden Gemeinden erstmals Nitroaromaten nachgewiesen. Die vorhandenen und bis dahin zur Trinkwassergewinnung genutzten Brunnen und Quellfassungen mussten im Nahbereich des Standortes stillgelegt werden.
Eine systematische Erkundung zur Ermittlung von Art und Ausmaß der Verunreinigungen begann ab Mitte der 1980er Jahre. Für rund 45 Prozent der Fläche wurde Sanierungsbedarf festgestellt. Wegen aufwendiger Vorarbeiten begann die Bodensanierung erst im Jahr 1997 und die Entsorgung der schadstoffbelasteten Böden wurde gegen Ende 2009 abgeschlossen. An der Sanierung des Grundwassers wird seit 1989 gearbeitet und muss voraussichtlich noch über Jahrzehnte hinweg fortgesetzt werden.

## Touristische Erschließung
Durch das Gebiet führen Wirtschaftswege und Wanderpfade, für die Hirschhagen, Friedrichsbrück und die Siedlung Föhren geeignete Ausgangsorte sind.
Den Besuchern, die das Areal der ehemaligen Sprengstofffabrik kennenlernen möchten, wird der „Themenweg Hirschhagen“ empfohlen. An dem rund fünf Kilometer langen Rundweg informieren 15 Schautafeln über die Entstehungsgeschichte sowie über die menschenunwürdigen und lebensgefährlichen Bedingungen der früher hier arbeitenden Menschen.